# John Pizzarelli
John Pizzarelli (Paterson, New Jersey, 1960. április 6. –) amerikai dzsesszgitáros, énekes.
Van mintegy húsz szólóalbuma és negyvenet meghaladó közreműködése volt, például Paul McCartney, James Taylor, Rosemary Clooney, az apja, Bucky Pizzarelli és a felesége, Jessica Molaskey lemezein.

## Pályakép
Sok különböző stílusban is otthon van. A jelen egyik legismertebb dzsesszgitárosa. Stílusára, zenei gondolkodására döntő hatást gyakorolt a néhány nagy idol, különösen Frank Sinatra, Nat King Cole, João Gilberto és George Gershwin.

### Szólólemezek
- I'm Hip (Please Don't Tell My Father) (Stash, 1983)
- Hit That Jive, Jack! (Stash, 1985)
- Sing! Sing! Sing! (Stash, 1987)
- My Blue Heaven (Chesky, 1990)
- All of Me (Novus, 1992)
- Naturally (Novus, 1993)
- New Standards (Novus, 1994)
- Dear Mr. Cole (Novus, 1994)
- After Hours (RCA, 1996)
- Let's Share Christmas (RCA, 1996)
- Our Love Is Here to Stay (RCA, 1997)
- Meets the Beatles (RCA, 1998)
- P.S. Mr. Cole (RCA, 1999)
- Kisses in the Rain (Telarc, 2000)
- Let There Be Love (Telarc, 2000)
- The Rare Delight of You (Telarc, 2002)
- Live at Birdland (Telarc, 2003)
- Bossa Nova (Telarc, 2004)
- Knowing You (Telarc, 2005)
- Just Friends (Mel Bay, 2006)
- Dear Mr. Sinatra (Telarc, 2006)
- With a Song in My Heart (Telarc, 2008)
- Rockin' in Rhythm: A Tribute to Duke Ellington (Telarc, 2010)
- Double Exposure (Telarc, 2012) with Tessa Souter
- John Pizzarelli Salutes Johnny Mercer: Live at Birdland (Vector, 2015)
- Midnight McCartney (Concord, 2015)
- Sinatra & Jobim @ 50 (Concord, 2017)
- For Centennial Reasons: 100 Year Salute to Nat King Cole (Ghostlight, 2019)
- Better Days Ahead: Solo Guitar Takes on Pat Metheny (Ghostlight, 2021)

### Bucky Pizzarellivel
- Nirvana, Bucky Pizzarelli (Delta, 1995)
- Contrasts (Arbors, 1999)
- Twogether (Victrola, 2001)
- Around the World in 80 Years, Bucky Pizzarelli (Victoria, 2006)
- Generations (Arbors, 2007)
- Sunday at Pete's, The Pizzarelli Boys (Challenge, 2007)
- Pizzarelli Party, Arbors All Stars (Arbors, 2009)
- Diggin' Up Bones, Bucky Pizzarelli (Arbors, 2009)
- Desert Island Dreamers, The Pizzarelli Boys (Arbors, 2010)
- Back in the Saddle Again, Bucky Pizarelli (Arbors, 2010)
- Passionate Guitars (2010)
- Family Fugue (Arbors, 2011)

### Jessica Molaskey-vel
- Pentimento (Image, 2002)
- A Good Day (PS Classics, 2003)
- Make Believe (PS Classics, 2004)
- Sitting in Limbo (PS Classics, 2007)
- A Kiss to Build a Dream On (Arbors, 2008)